# 艾莉森·戴尔·巴勒斯
艾莉森·戴尔·巴勒斯（Allison Dale Burroughs，1961年4月25日—）是美国马萨诸塞联邦地区法院的一位美国联邦法官。

## 生平
艾莉森·戴尔·巴勒斯于1961年出生於马萨诸塞州波士顿。 她畢業於明德大学並获得文学学士学位。 1988 年，她畢業於宾夕法尼亚大学凯里法学院並获得法学博士學位。1988年至1989年期間，她担任美国宾夕法尼亚东区联邦地区法院法官Norma Levy Shapiro的助理。1989年至1995年担任美国宾夕法尼亚东区联邦地区法院助理检察官。